# Helena Engman
Helena Sofia Engman (Piteå, 16 giugno 1976) è un'ex pesista svedese.

## Record nazionali

### Seniores
- Getto del peso 18,17 m ( Göteborg, 10 agosto 2010)
- Getto del peso indoor 18,13 m ( Nordhausen, 18 gennaio 2008)

## Palmarès
| Anno | Manifestazione  | Sede       | Evento         | Risultato | Misura  | Note                                     |
| ---- | --------------- | ---------- | -------------- | --------- | ------- | ---------------------------------------- |
| 2003 | Universiadi     | Taegu      | Getto del peso | 6ª        | 15,99 m |                                          |
| 2007 | Europei indoor  | Birmingham | Getto del peso | 8ª        | 16,09 m |                                          |
| 2007 | Mondiali        | Osaka      | Getto del peso | 16ª (q)   | 17,50 m |                                          |
| 2008 | Mondiali indoor | Valencia   | Getto del peso | 15ª       | 16,79 m |                                          |
| 2009 | Europei indoor  | Torino     | Getto del peso | 12ª       | 16,38 m |                                          |
| 2009 | Mondiali        | Berlino    | Getto del peso | 21ª (q)   | 17,19 m | Miglior prestazione personale stagionale |
| 2010 | Europei         | Barcellona | Getto del peso | 7ª        | 18,11 m |                                          |
| 2012 | Europei         | Helsinki   | Getto del peso | 8ª        | 17,64 m | Miglior prestazione personale stagionale |
| 2013 | Europei indoor  | Göteborg   | Getto del peso | 9ª (q)    | 17,34 m | Miglior prestazione personale stagionale |

## Campionati nazionali
20 titoli nazionali svedesi
- 9 titoli assoluti nel getto del peso (2003, 2005/2012)
- 11 titoli assoluti indoor nel getto del peso (2003/2013)

## Altre competizioni internazionali
2007
- 6ª in Coppa Europa invernale di lanci ( Jalta), getto del peso - 16,59 m

2008
- 6ª in Coppa Europa invernale di lanci ( Spalato), getto del peso - 16,91 m

2009
- 8ª in Coppa Europa invernale di lanci ( Los Realejos), getto del peso - 16,47 m
- 5ª in Coppa Europa ( Leiria), getto del peso - 16,96 m

2011
- 7ª in Coppa Europa ( Stoccolma), getto del peso - 15,85 m